# Dicranopteris subpectinata
Dicranopteris subpectinata là một loài dương xỉ trong họ Gleicheniaceae. Loài này được Christ C.M. Kuo mô tả khoa học đầu tiên năm 1985.